# Каменная Балка (Первомайский район)
Каменная Балка (укр. Кам'яна Балка) — село в Первомайском районе Николаевской области Украины, на реке Южный Буг.
Основано в 1780 году. Население по переписи 2001 года составляло 738 человек. Почтовый индекс — 55233. Телефонный код — 5161. Занимает площадь 0,015 км².

## Местный совет
55233, Николаевская обл., Первомайский р-н, с. Каменная Балка, ул. Центральная, 15